# Simba Sports Club
El Simba Sports Club és un club de futbol tanzà de la ciutat de Dar es Salaam.

## Història
El club va ser fundat l'any 1936. Durant la seva vida ha tingut diversos noms. Aquests han estat Queens, Eagles, Dar Sunderland i a partir de 1971 Simba, que en idioma Swahili significa Lleó.
Disputa els seus partits a l'Estadi Nacional de Tanzania. És el club més important del país pel que fa a títols, juntament amb el seu màxim rival, el Young Africans.
El seu major èxit internacional fou quan arribà a la final de la Copa de la CAF, on fou derrotar per l'Stella Abidjan de Costa d'Ivori, el 1993.

## Palmarès
- Lliga tanzana de futbol:[1]
  - 1965, 1966 (com a Sunderland)
  - 1973, 1976, 1977, 1978, 1979, 1980, 1993, 1994, 1995, 2001, 2002, 2003, 2004, 2007, 2009–10, 2011–12, 2017–18, 2018–19, 2019–20
- Copa tanzana de futbol:[2]
  - 1984, 1995, 2000
- Copa Tusker de Tanzània:[2]
  - 2001, 2002, 2003, 2005, 2005 (bis)
- Tanzania FA Cup:[2]
  - 1995, 2016–17, 2019–20
- Community Shield:[2]
  - 2002, 2003, 2005, 2011, 2012, 2017, 2018, 2019, 2020
- Mapinduzi Cup:
  - 2011, 2015
- Copa de la CAF:
  - Finalista el 1993
- Copa CECAFA de clubs:
  - 1974, 1991, 1992, 1995, 1996, 2002